# Polypodium vianei
Polypodium vianei är en stensöteväxtart som beskrevs av Shmakov. Polypodium vianei ingår i släktet Polypodium och familjen Polypodiaceae. Inga underarter finns listade.